# Usza (stacja kolejowa)
Usza (biał. Уша, ros. Уша) – stacja kolejowa w miejscowości Kraśne, w rejonie mołodeczańskim, w obwodzie mińskim, na Białorusi.

## Historia
Stacja Usza została otwarta w XIX w. na drodze żelaznej libawsko-romeńskiej, pomiędzy stacjami Mołodeczno i Olechnowicze.